# Adam Haczewski
Adam Haczewski (znany również jako Antoni Haczewski; daty życia nieznane) – polski kompozytor działający w Wielkopolsce w drugiej połowie XVIII wieku. Nie wiadomo nic o jego życiu prywatnym, wykształceniu czy zawodzie.
Jedyny zachowany utwór Haczewskiego to Symfonia D-dur z 1771 znaleziona w 1952 przez Tadeusza Strumiłłę na terenie Wielkopolski. Jest ona jedną z pierwszych polskich symfonii i dziełem należącym do wczesnej fazy kształtowania się symfoniki klasycznej w Polsce. Utwór składa się z trzech części - Allegro eon spirito, Alla Polacca, Allegretto. Część Alla Polacca oraz finał symfonii zawierają motywy mazurowe i polonezowe. Nawiązania do muzyki ludowej nadają dziełu charakter narodowy.
Symfonia Haczewskiego została nagrana i wydana m.in. przez Polskie Wydawnictwo Muzyczne w 1975 roku. Wykonywana na żywo była np. podczas Letniego Festiwalu Nowego Miasta w 2016 roku w Warszawie.